# Romanos (kommunhuvudort)
Romanos är en kommunhuvudort i Spanien.   Den ligger i provinsen Provincia de Zaragoza och regionen Aragonien, i den nordöstra delen av landet, 220 km öster om huvudstaden Madrid. Romanos ligger 948 meter över havet och antalet invånare är 114.
Terrängen runt Romanos är platt åt sydväst, men åt nordost är den kuperad. Runt Romanos är det mycket glesbefolkat, med 3 invånare per kvadratkilometer. Närmaste större samhälle är Daroca, 11,8 km väster om Romanos. Trakten runt Romanos består till största delen av jordbruksmark.